# Opsius richteri
Opsius richteri är en insektsart som beskrevs av Dlabola 1960. Opsius richteri ingår i släktet Opsius och familjen dvärgstritar. Inga underarter finns listade i Catalogue of Life.